# 2008年の日本公開映画/1月
- 2日
  - あいのこころ（ 日本）
- 5日
  - 勇者たちの戦場（ アメリカ合衆国）
  - KAMACHOP カマチョップ（ 日本）
- 12日
  - ジェシー・ジェームズの暗殺（ アメリカ合衆国）
  - ザ・クランプス 精神病院ライブ（ アメリカ合衆国/ドキュメンタリー）
  - 全身ハードコア GGアリン（ アメリカ合衆国/ドキュメンタリー）
  - ジプシー・キャラバン（ アメリカ合衆国/ドキュメンタリー）
  - レンブラントの夜警（ カナダ・ ポーランド・ オランダ・ イギリス・ フランス・ ドイツ）
  - アース（ ドイツ・ イギリス/ドキュメンタリー）
  - SS エスエス（ 日本）
  - 銀色のシーズン（ 日本）
  - シネマ歌舞伎 野田版 研辰の討たれ（ 日本）
  - 東京ソーダ水（ 日本/ドキュメンタリー）
  - たゆ たう -GOOD TIME MUSIC of clammbon-（ 日本/ドキュメンタリー）
  - ピューと吹く!ジャガー THE MOVIE（ 日本）
- 19日
  - スウィーニー・トッド フリート街の悪魔の理髪師（ アメリカ合衆国）
  - シルク（ アメリカ合衆国・ イタリア・ 日本）
  - 28週後...（ イギリス）
  - Mr.ビーン カンヌで大迷惑?!（ イギリス）
  - ぜんぶ、フィデルのせい（ イタリア・ フランス）
  - ヒトラーの贋札（ オーストリア）
  - ハーフェズ ペルシャの詩（ イラン・ 日本）
  - ネガティブハッピー・チェーンソーエッヂ（ 日本）
  - ヒョンジェ（ 日本）
  - 人のセックスを笑うな（ 日本）
  - ちーちゃんは悠久の向こう（ 日本）
  - 裸の夏 THE NAKED SUMMER（ 日本/ドキュメンタリー）
- 26日
  - テラビシアにかける橋（ アメリカ合衆国）
  - ビー・ムービー（ アメリカ合衆国/アニメ）
  - フローズン・タイム（ イギリス）
  - マリア・カラス 最後の恋（ イタリア）
  - THEM ゼム（ フランス・ ルーマニア）
  - バイオソルジャー（ ロシア）
  - 陰日向に咲く（ 日本）
  - 子猫の涙（ 日本）
  - 母べえ（ 日本）
  - 全然大丈夫（ 日本）
  - 夕映え少女（ 日本）
  - 凍える鏡（ 日本）
  - ペルソナ（ 日本）
  - 魁!!男塾（ 日本）
  - 音符と昆布（ 日本）
  - 艶恋師 北海道 放浪編（ 日本）
  - スーパーカブ（ 日本）